# رستم

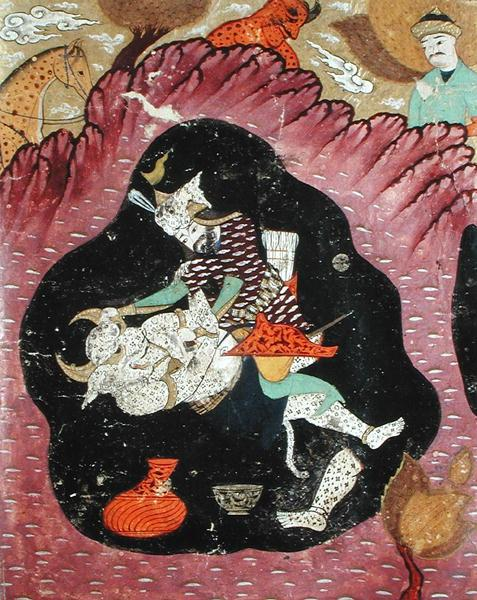
رستم والجني الأبيض

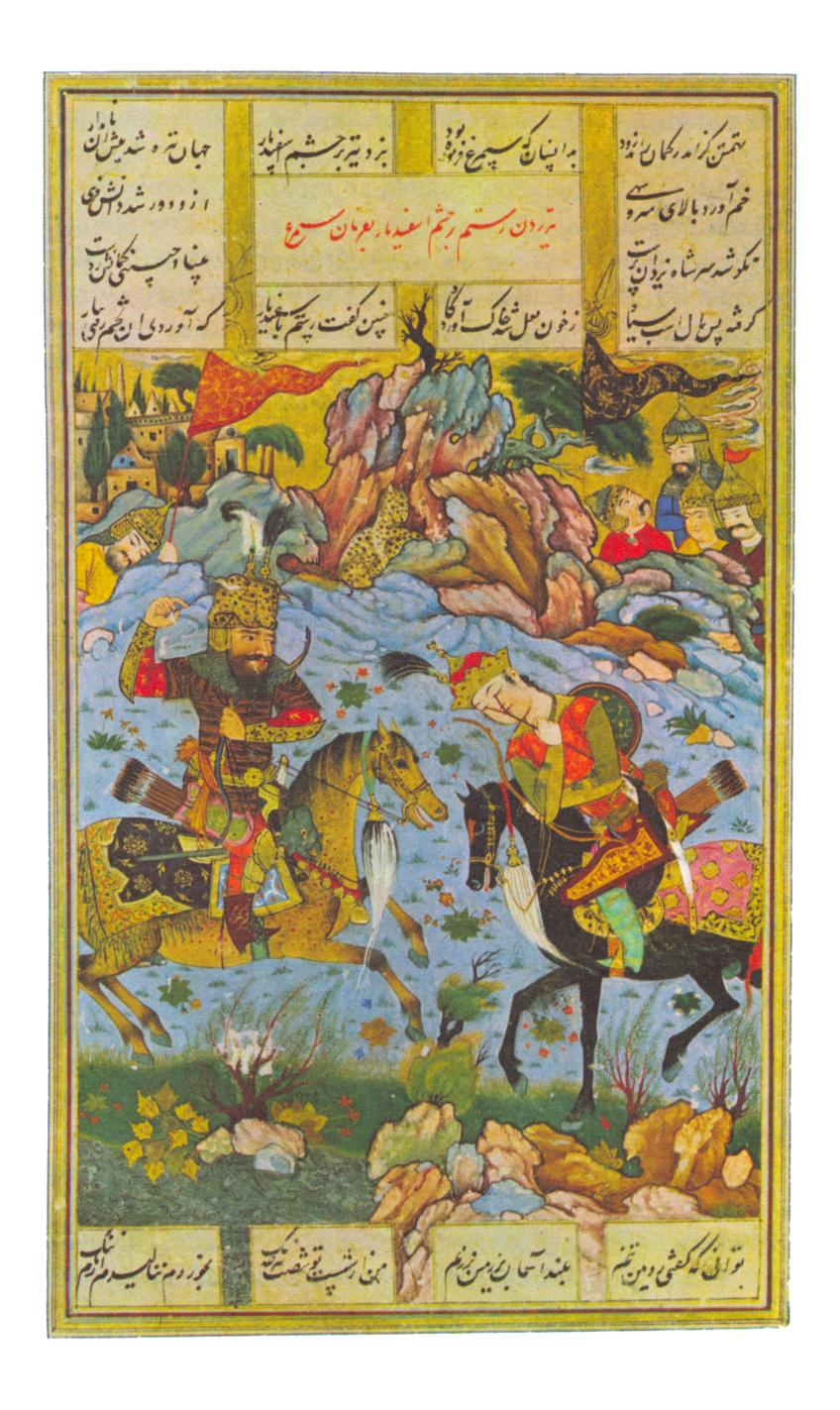
رستم يبارز اسفنديار في إحدى المنمنمات الفارسية

رستم أو رستم دستان أو رستم ابن زال يسمى بالفارسية (رستم پسر زال) هو بطل أسطوري فارسي أبعدهم صيتا وأبقاهم ذكرا.
حسب الأسطورة الفارسية هو فارس ومغامر تغنٌى به الفردوسي في ملحمته الشاهنامة. ومآثره ملأت القصص الفارسي، واسمه مردّد في الشعر القديم والحديث.
ويفضل آباءه بمآثره العظيمة التي في الشاهنامه، ومنها تخليص الملك كيكاوس من أسر ملك هاماوران وقد جزاه الملك بأن حرره من العبودية ومنحه مملكة سيستان وزاولستان وكابلستان.
أبوه زال وأمه رودابة. تزوج رستم من تهمينة ابنة ملك سمنجان وكان له ولداً اسمه سهراب. قتل رستم على يدي أخيه شغاد بعد قتله اسفنديار.
ورستم بن زال هو شخصية مختلفة عن رستم فرخزاد. حيث أن رستم بن زال تعود جذور أسطورته إلى عدة مئات من السنين قبل رستم بن فرخزاد حيث كانت أخباره مشهورة أيام الساسانيين وقبلهم.

## رستم في الآداب العربية
عُرف رستم في الآداب العربية منذ الجاهلية. ففى سيرة ابن هشام أن النضر بن الحارث كان قد قدم الحيرة، وتعلّم بها أحاديث ملوك الفرس، وأحاديث رستم واسفنديار. فكان إذا جلس الرسول محمد مجلساً خلفه من مجلسه.
ثم يقول النضر: أنا واللّه يا معشر قريش أحسن حديثا منه (يقصد الرسول محمد). فهلمّ إلىّ فأنا أحدّثكم أحسن من حديثه. ثم يحدّثهم عن ملوك فارس ورستم واسفنديار.
نجد طاهر بن الحسين قائد المأمون ينسب إلى رستم بن دستان الشديد. وقد أشار إلى رستم بعض الشعراء كالبحتري.

## رستم في آثار واساطير إيران
بقيت ذكرى رستم في آثار وأساطير وأغاني متداولة في إيران وغيرها، ففي سجستان آثار يزعم الناس أنها كانت مربط فرس رستم. وقد أخبر بهذا المؤرّخون القدماء.
فالهمذاني يقول أن آثار هذا المربط في القرنين من أعمال سجستان. ويقول ياقوت في مدينة روست. وفي وادى شوشان حيث يجرى نهر قارون قلعتان: قلعة رستم وقلعة دختر أي قلعة البنت يتحدّث الناس عنهما أحاديث مقرونة بذكرى رستم. ويروى كذلك أن رستم بنى مدينتي كابل وغزنة، كما بنى أحد أمراء جدّه، نريمان مدينة هراة.
ويقال أن أهل كشمير يغنون في أعراسهم أغنية يزعمون أن أم رستم تغنت بها حين ذهب ابنها إلى مازندران لإنجاد الملك كيكاوس.

## وفاته
في الشاهنامة، تم تصوير الأبطال من جيل سام (جد رستم) على أنهم يتمتعون بعمر طويل للغاية، ولم يكن رستم ليس استثناءً فقد كان عمره ستمائة عام وقت وفاته المأساوية على يد أخيه غير الشقيق الحسود شغد الذي قتله بإلقائه في بئر مليء بالرماح المسمومة، وفي هذه الحادثة قُتل أيضًا جواد رستم المخلص رخش وشقيق البطل زافاره.

## معرض صور

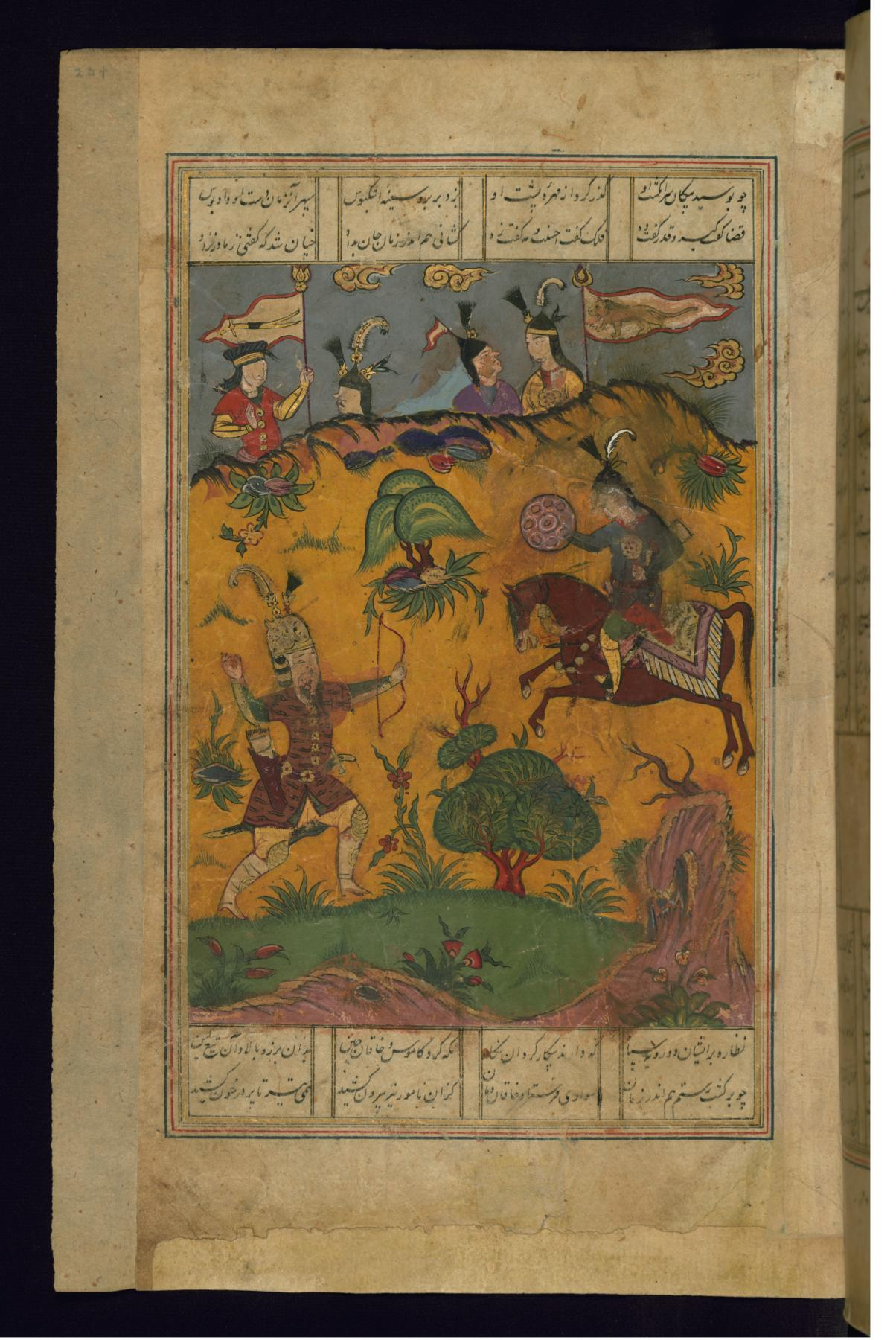
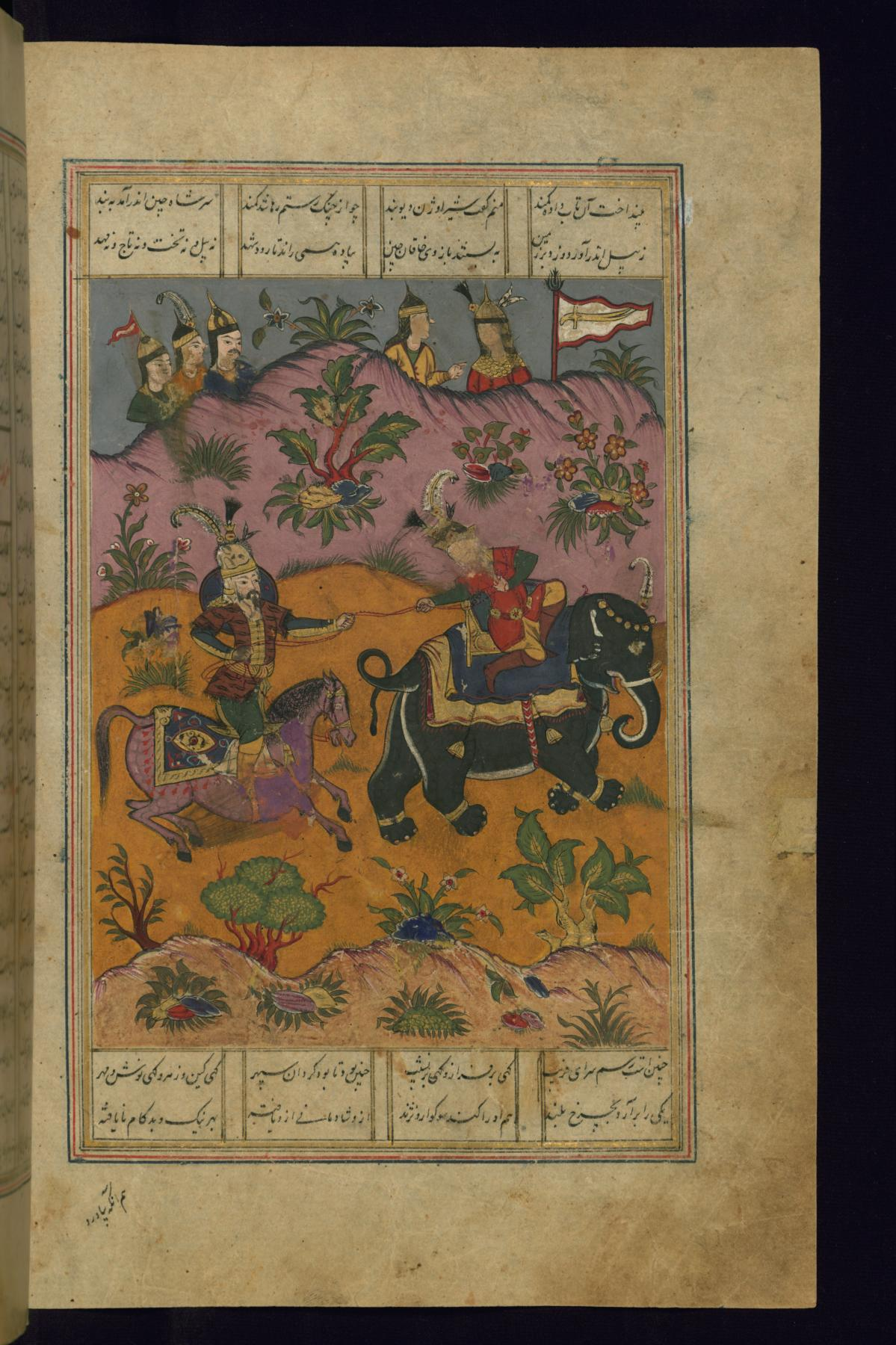
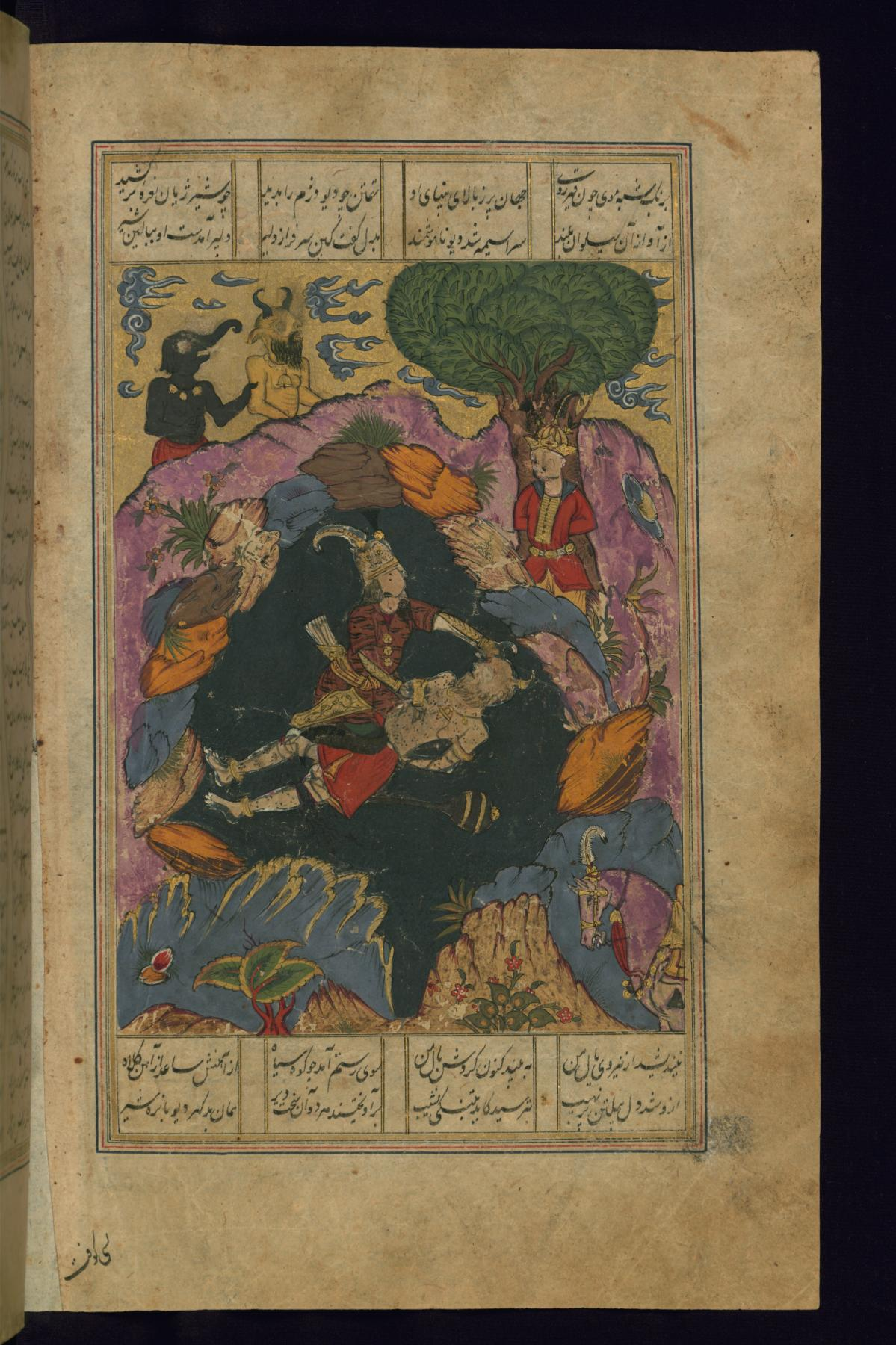
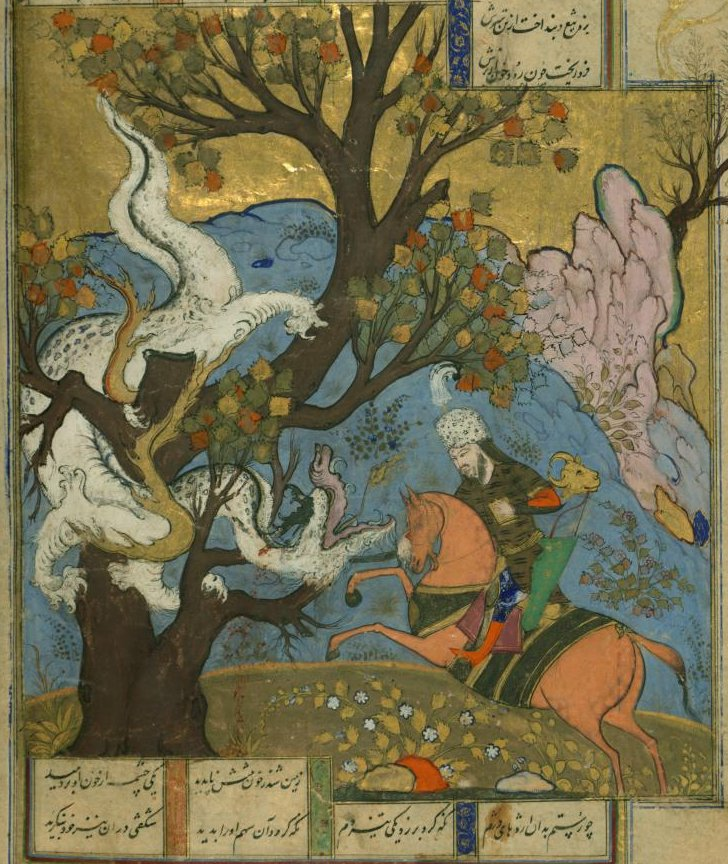
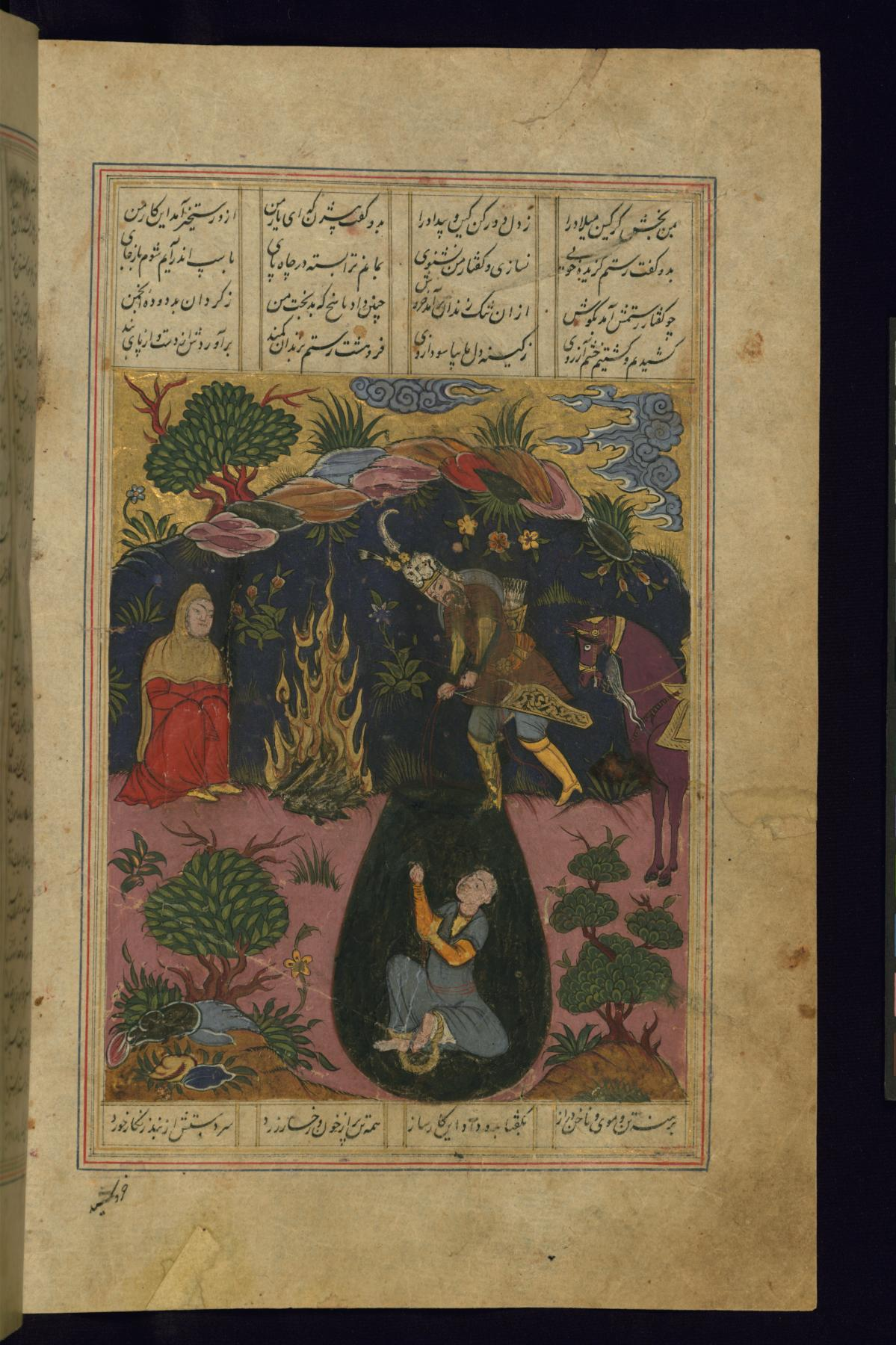